# Diego Gómez de Sandoval y Rojas
Diego Gómez de Sandoval y Rojas (c. 1385-1454), uno de los grandes del reino, fue mariscal y adelantado mayor de Castilla, I conde de Castrojeriz, III conde de Denia, señor de Saldaña, de Lerma, Valdenebro, Ayora, Jávea y de muchos otros lugares.

## Familia
Miembro de dos familias de origen burgalés de la nobleza regional, fue hijo póstumo de Fernán Gutiérrez de Sandoval, fallecido el 14 de agosto de 1385 en la batalla de Aljubarrota, y de Inés de Rojas, hermana del poderoso arzobispo de Toledo Sancho de Rojas, quien fue responsable de su educación.
Después de enviudar, Inés volvió a casar con Garci González de Herrera, mariscal de Castilla, padres de Pedro García de Herrera a quien su hermano Diego entregó, en nombre del monarca, los castillos de Castrogeriz y Saldaña por espacio de dos años.
Sus abuelos paternos fueron Álvar Díaz de Sandoval y María Fernández de Quesada, y los maternos Juan Martínez de Rojas, señor de Monzón, Cavia y Cuzcurrita y María Fernández de Rojas. Antes de la unión de Fernán Gutiérrez de Sandoval e Inés de Rojas, estas dos familias se habían unido en matrimonio en varias ocasiones, como fue el caso de los abuelos de Inés de Rojas, Sancho Rodríguez de Rojas e Inés Gutiérrez de Sandoval.

## Vida
Diego Gómez de Sandoval fue uno de los nobles más celebrados en su época. Pasó sus primeros años en la cámara del infante Fernando, después el rey Fernando de Antequera, como paje y posteriormente como el ayo del infante Juan, futuro Juan II de Aragón. En 1408, el infante le nombró mariscal de sus ejércitos. Acompañó al infante Fernando en 1410 en la toma de Antequera. En 1411 fue nombrado adelantado mayor de Castilla por sus servicios prestados en las guerras contra los musulmanes granadinos.
Apoyó al infante en su candidatura para el trono de Aragón, estando presente cuando juró como rey el 5 de agosto de 1412. También le ayudó a sofocar la revuelta en 1413 del conde Jaime de Urgel, sitiando el castillo de Balaguer, que fue tomado el 31 de octubre, tras lo cual el antiguo pretendiente al trono de Aragón fue despojado de todos sus títulos y desterrado. Entre 1415 y 1416 se encontraba en Sicilia, como consejero del rey Fernando I de Aragón y como mayordomo del infante Juan, futuro Juan II de Aragón.
En 1418 otorgó carta de poder a Juan Carrillo de Toledo para que tomase posesión en su nombre de la villa y castillo de Saldaña con todas sus rentas, pechos, derechos, y jurisdicción que le había donado su tío el arzobispo Sancho de Rojas.
De vuelta a Castilla, participó activamente en los asuntos políticos del reino. El 21 de septiembre de 1423, el rey Juan II de Castilla hizo merced a Diego de la villa de Portillo en la provincia de Valladolid y su fortaleza, el Castillo de Portillo,  como premio por los servicios prestados en la guerra contra los moros. Diego se amotinó en 1429 en Peñafiel apoyando la causa de los Infantes de Aragón y el rey le castigó confiscando todos sus señoriós en Castilla, incluido el de Portillo.

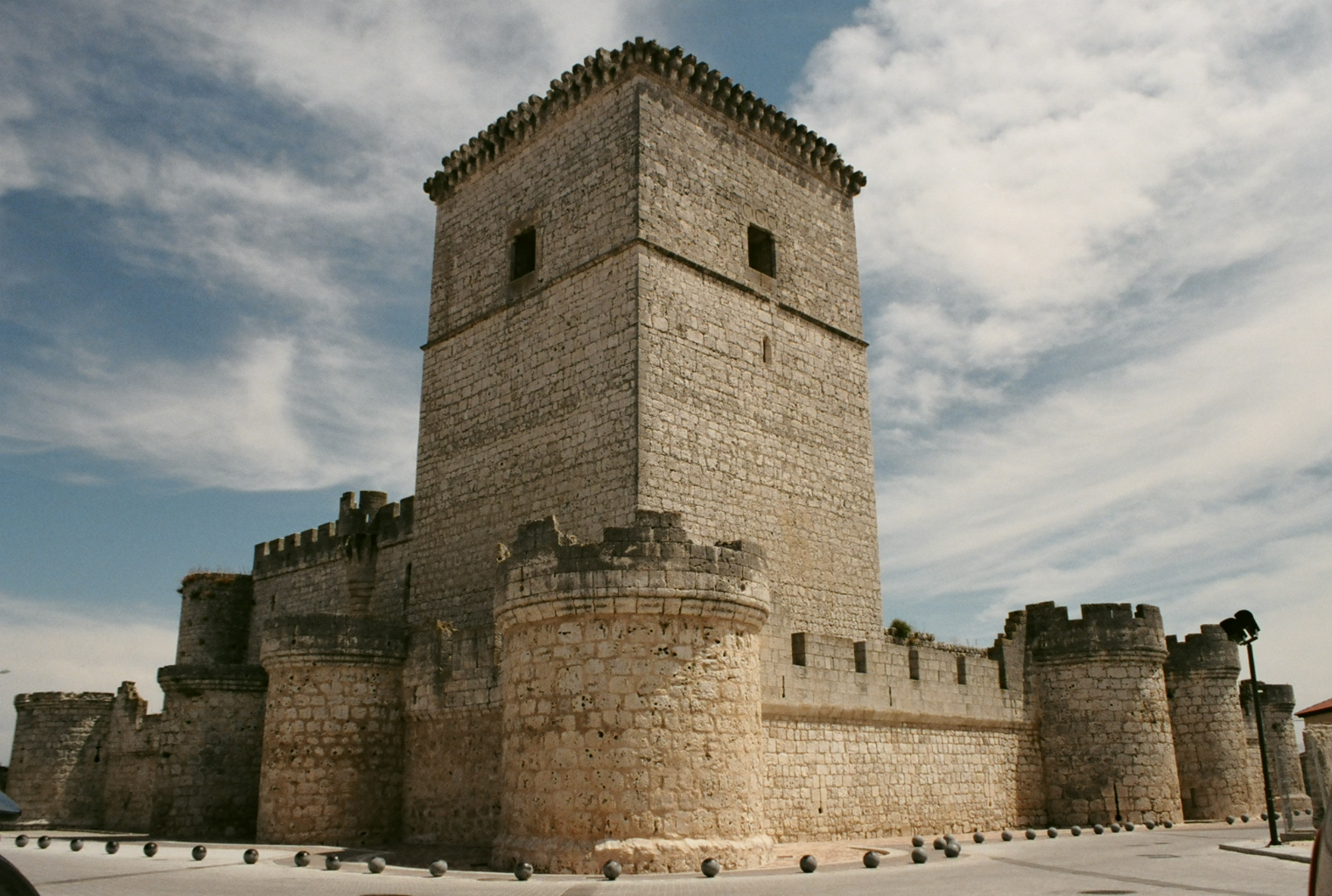
Castillo de Portillo desde la plaza Pimentel, confiscado a Diego Gómez de Sandoval y Rojas por su apoyo a los Infantes de Aragón

Entre tanto, en 1423, la reina Leonor de Alburquerque le donó la villa de Valdenebro. En 1424, el rey Fernando el de Antequera le había donado la villa de Lerma y dos años más tarde, en 1426, recibió del rey Juan II de Castilla, el título de conde de Castrojeriz. En 1426, el mismo rey, en un privilegio rodado, autorizó la incorporación del condado de Castrogeriz y la villa de Saldaña a los tres mayorazgos que Diego fundó el 7 de agosto del año siguiente a favor de tres de sus hijos. En 1431 el rey Juan de Navarra le concedió el título de conde de Denia. El primer condado del Reino de Valencia, concedido por Pedro IV de Aragón a su primo Alfonso de Aragón el Viejo, I duque de Gandía). Heredó el título su hijo Alfonso el Joven, II duque de Gandía y a su muerte en 1425, el título revirtió a la corona de Aragón. El 8 de marzo de 1431, el rey Juan II de Navarra se lo concedió a Diego de Sandoval y Rojas.
Participó en la batalla de Olmedo que se libró el 19 de mayo de 1445 apoyando el bando de los Infantes de Aragón contra el rey Juan II de Castilla, el condestable Álvaro de Luna y los otros nobles que le apoyaban.
Debido a su constante apoyo a los Infantes de Aragón, Diego fue considerado un traidor por el rey castellano y sus tierras en Castilla, títulos y oficios reales fueron confiscados. No fue hasta después de la muerte del rey Juan II de Castilla y Álvaro de Luna que sus descendientes pudieron recuperar algunos, aunque no todos los bienes y oficios en el reino.
A ruego suyo, Alonso de Cartagena, obispo de Burgos escribió hacia 1444 el Doctrinal de Caballeros que se lo dedicó.

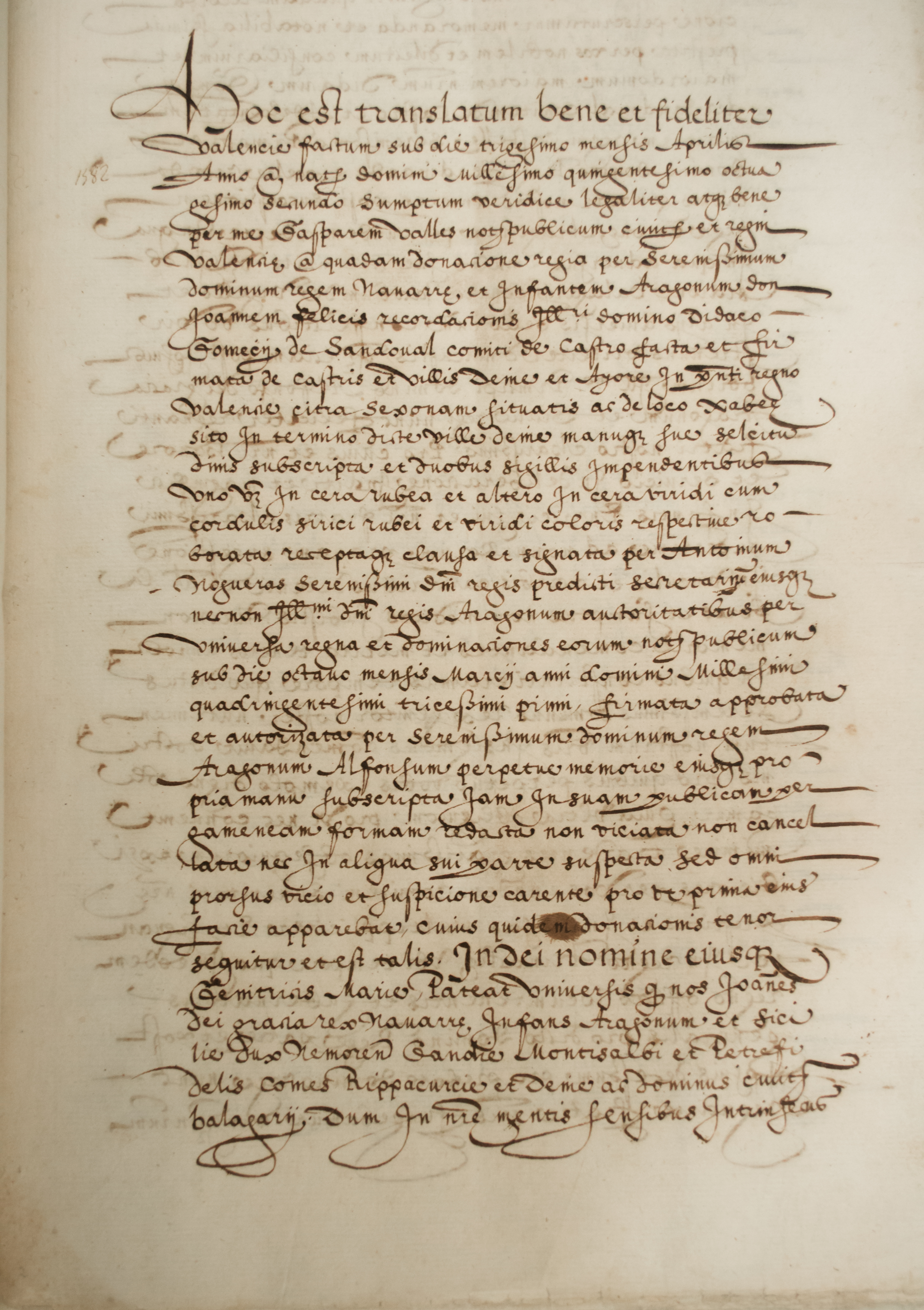
Documento de donación de las villas y castillos de Denia y Ayora por el rey Juan II de Aragón a Diego Gómez de Sandoval y Rojas (1431)

Lope García de Salazar, coetáneo de Diego, en el capítulo dedicado a los Sandoval, menciona sus hechos:

...Diego Gómez de Sendoval, que fue criado e privado del infante don Ferrando, que fue Rey de Aragón, e del infante don Juan, su fijo, que fue Conde de Castro e ovo otros muchos eredamientos que ganó por sí; e d'ellos tomó los Gomieles e otros vasallos con su muger, que era fija eredera de Lope Ochoa de Avellaneda. E fue este Conde de Castro el más esforçado cavallero de armas e provado en muchas batallas e peleas que ovo en Castilla desde grandes tienpos acá. Morió desterrado de Castilla por el rey don Juan Segundo por no querer dexar al dicho rey don Juan de Navarra e dexó perder XXII villas con otros muchos eredamientos que abía cobradas por sus vondades e serviçios en Castilla.

## Muerte y sepultura
Falleció en 1454 en Aragón y fue enterrado en San Francisco de Borja, aunque años más tarde, sus restos fueron trasladados al Monasterio de Santa María la Real (Aguilar de Campoo) junto a su mujer.

## Matrimonio y descendencia
Contrajo matrimonio con Beatriz de Avellaneda, señora de Gumiel de Izán, hija de Diego González de Avellaneda y de su esposa Inés de Cisneros. Fueron padres de: 
- Fernando de Sandoval y Rojas (m. 15 de marzo de 1475), II conde de Castrojeriz y II conde de Denia, casado con Juana Manrique de Lara, hija de Pedro Manrique de Lara, VIII señor de Amusco, y Leonor de Castilla —hija de Fadrique de Castilla y de Leonor de Castilla.[10][11]
- Diego de Sandoval y Avellaneda, señor de Tordehumos quien casó con Leonor de la Vega.
- Pedro de Sandoval, señor de Cilleruelo y Bahabón, casado con Mencía de Soler.
- Juan de Sandoval, quien contrajo matrimonio con Inés de Leyva.
- María de Sandoval, quien casó dos veces; la primera con Diego Gómez Manrique de Lara y Castilla, I conde de Treviño,[12] hijo de Pedro Manrique de Lara y Mendoza y de Leonor de Castilla y Alburquerque, y la segunda vez, en 1470, con Diego López de Zúñiga y Guzmán, I conde de Miranda del Castañar.[13] Después de enviudar de su segundo marido, tomó el hábito en el Real Monasterio de la Consolación (Calabazanos).